# Междущатска магистрала 280 (Калифорния)
Междущатска магистрала 280 за кратко магистрала 280 или 280 (на английски: Interstate 280) е междущатска магистрала в Района на Санфранциския залив в Северна Калифорния, САЩ. Магистрала 280 е дълга 91,54 км (56,88 мили) и започва от Магистрала 101/Междущатска магистрала 680 в Сан Хосе и завършва в кв. „Саут ъф Маркет“ в Сан Франциско. Магистрала 280 е една от двете основни магистрали на Санфранциския полуостров, другата е магистрала 101.